# 中廣國樂團
中廣國樂團原本是中華民國最大電台廣播業者中國廣播公司下屬的國樂團，1935年成立於中華民國南京市，是世界上第一個專業傳統國樂團，1949年隨中華民國政府遷臺；1975年改名「中國廣播公司示範國樂團」、擴大編組為40人；2002年與中廣結束隸屬關係，部分團員另外成立「中廣新國樂團」。2007年12月底，中廣新國樂團團長阮德君非正式地宣布，中廣新國樂團停業。
1948年11月，中央廣播事業管理處附屬國樂隊曾至臺北市中山堂表演；1949年，中廣與中央廣播事業管理處隨中華民國政府遷臺，當時一同遷臺的國樂演奏家有高子銘、孫培章、王沛綸、黃蘭英、陳孝毅、周岐峯、劉克爾、楊秉忠、奚富森、史順生、曹義傑等人，中廣國樂團因而成為臺灣國樂現代化運動的濫觴。
1950年，中廣國樂團為推廣國樂而定期舉辦進修班，培育了李鎮東、楊秉忠、莊本立、汪振華、林培等國樂人物，並帶動了當時臺灣社會的國樂風氣，間接促使對中國傳統音樂現代化發展有極大貢獻的中華國樂會於1953年4月19日成立。1960年代，臺灣的發展仍以中廣國樂團為中心。當時，中廣國樂團除了平日練習、錄製廣播用國樂節目，也常常負責招待國賓的演出任務，亦在全臺舉辦巡迴演出。1979年9月，臺灣首個職業國樂團臺北市立國樂團成立，取代了中廣國樂團在國樂界的領導地位。
1980年11月20日，中國國民黨中央委員會文化工作會、中國國民黨中央委員會社會工作會、中國國民黨中央委員會青年工作會於三軍軍官俱樂部合辦聯誼祝賀茶會，祝賀本年度因卓越成就與傑出表現而得獎者、以及曾到海外為國宣勞的各團隊；中廣國樂團、台北世紀交響樂團、三人行國樂團等團隊應邀參加茶會，中國國民黨秘書長蔣彥士親臨道賀。
1986年3月22日第21屆金鐘獎頒獎典禮，電視金鐘獎綜藝節目主持人獎頒獎人為台視大樂團指揮謝荔生、中視大樂隊指揮林家慶、華視大樂隊指揮詹森雄與中廣國樂團指揮顧豐毓。1989年，顧豐毓當選國立臺灣藝術專科學校音樂科（今國立臺灣藝術大學音樂學系）年度傑出校友。
八大第一台音樂節目《咱的音樂咱的歌》（後改名《我的音樂你的歌》）聘請中廣國樂團擔任伴奏。
2002年，中廣國樂團結束與中廣的隸屬關係，成為獨立經營的表演藝術團體「中廣新國樂團」；2007年結束營運。